# Класична задача на умовний екстремум
Класична задача на умовний екстремум — задача умовної оптимізації, допустима множина X якої має вигляд:

{\displaystyle \mathbf {X} =\left\{x\in \mathbf {R} ^{n}|\quad g_{i}(x)=0,\,i=1\ldots m\right\}}

тоді, класичну задачу на умовний екстремум можна записати так:
{\displaystyle {\begin{cases}f(x)\to min,&\\g_{i}(x)=0,\,i=1\ldots m,\,x\in \mathbf {R} ^{n}&\end{cases}}}